# Passwd
passwd는 유닉스 및 유닉스 계열 운영체제에서 로컬 계정의 사용자의 비밀번호를 바꾸는 명령어이다. 오직 해시화된 버전만 저장되며 입력된 비밀번호는 보안을 이유로 저장되지 않는다.

## 암호 파일
/etc/passwd 파일은 시스템에 로그인하려는 사용자나 다른 운영체제의 사용자를 식별하는 정보를 담고 있는 텍스트 기반의 데이터베이스이다.

## 섀도 파일
/etc/shadow는 높은 권한이 있는 사용자의 해시화된 비밀번호 데이터 접근을 제외한 모든 사항을 제한함으로써 비밀번호의 보안 수준을 증가시키는데 사용된다. 해당 데이터는 일반적으로 수퍼유저만 소유 및 접근이 가능한 파일 안에 보관된다.

## 같이 보기
- 보안 계정 관리자